# Sbirulino/Rabarbaro rabarbaro
Sbirulino/Rabarbaro rabarbaro è un singolo, il suo quindicesimo, di Sandra Mondaini, con lo pseudonimo Sbirulino,  pubblicato nel 1978 dalla CGD.

## Lato A
Il singolo, scritto da Alberto Testa (che, però, lo fece firmare alla moglie Dina Tosi) per il testo e Pino Calvi per la musica, è stato la sigla della trasmissione "Io e la Befana" e contribuì a lanciare il personaggio di Sbirulino, creato da Sandra Mondaini proprio per questa trasmissione.
Nel singolo è presente tra i cori una giovanissima Georgia Lepore.

## Lato B
Sul lato b è incisa "Rabarbaro rabarbaro", brano utilizzato come seconda sigla. 